# Българи в Румъния
Българите в Румъния (на румънски: Bulgarii din România) са етническа група в Румъния. Според преброяването на населението през 2011 г. те са 7336 души, или 0,03 % от населението на страната. Според някои неофициални източници броят им достига 500 000 души. Населяват и трите основни историко-географски области на страната, като произходът и историческата им съдба са доста различни. Те не са признати като национално малцинство в страната, с изключение на банатските българи.

## Численост и дял

### Преброявания на населението
Численост и дял на българите според преброяванията на населението през годините:
| Година | Дял (в %) | Численост |
| 1930   | 0.464     | 66 348    |
| 1956   | 0.068     | 12 040    |
| 1966   | 0.058     | 11 193    |
| 1977   | 0.048     | 10 372    |
| 1992   | 0.043     | 9851      |
| 2002   | 0.037     | 8025      |
| 2011   | 0.036     | 7336      |

Окръзи
Численост на българите според преброяванията на населението през годините, по окръзи (подредени по азбучен ред):
|                            | 1930       | 1956       | 1966       | 1977       | 1992       | 2002       | 2011       |
| Население на Румъния       | 14 280 729 | 17 489 450 | 19 103 163 | 21 559 910 | 22 810 035 | 21 680 974 | 20 121 641 |
| Общо                       | 66 348     | 12 040     | 11 193     | 10 372     | 9851       | 8025       | 7336       |
| -------------------------- | ---------- | ---------- | ---------- | ---------- | ---------- | ---------- | ---------- |
| Алба                       | 135        | 27         | 14         | 16         | 12         | 21         | 8          |
| Арад                       | 2391       | 1842       | 1683       | 1473       | 1122       | 819        | 549        |
| Арджеш                     | 109        | 26         | 8          | 15         | 16         | 8          | 4          |
| Бакъу                      | 139        | 11         | 9          | 9          | 8          | 13         | 3          |
| Бихор                      | 212        | 96         | 85         | 69         | 43         | 31         | 29         |
| Бистрица-Нъсъуд            | 39         | 5          | 5          | 2          | 0          | 4          | 0          |
| Ботошани                   | 120        | 10         | 6          | 5          | 1          | 2          |            |
| Браила                     | 364        | 81         | 65         | 38         | 32         | 27         | 12         |
| Брашов                     | 108        | 32         | 43         | 36         | 16         | 21         | 18         |
| Бузъу                      | 89         | 11         | 12         | 10         | 3          | 4          |            |
| Букурещ (вкл. окръг Илфов) | 1727       | 794        | 534        | 599        | 477        | 397        | 351        |
| Вълча                      | 71         | 11         | 5          | 8          | 6          | 4          | 4          |
| Васлуй                     | 247        | 6          | 8          | 3          | 5          | 1          |            |
| Вранча                     | 177        | 15         | 11         | 2          | 2          | 2          | 0          |
| Галац                      | 625        | 58         | 63         | 50         | 35         | 18         | 7          |
| Горж                       | 40         | 5          | 2          | 1          | 4          | 3          |            |
| Гюргево                    | 190        | 26         | 6          | 5          | 87         | 3          | 8          |
| Долж                       | 221        | 31         | 23         | 16         | 17         | 51         | 65         |
| Дъмбовица                  | 173        | 35         | 25         | 14         | 809        | 658        | 1586       |
| Караш-Северин              | 231        | 73         | 108        | 95         | 83         | 52         | 27         |
| Клуж                       | 227        | 38         | 46         | 43         | 18         | 20         | 21         |
| Ковасна                    | 31         | 9          | 7          | 8          | 1          | 1          | 4          |
| Кълъраш                    | 210        | 66         | 40         | 33         | 55         | 18         | 11         |
| Кюстенджа                  | 27 206     | 361        | 304        | 292        | 184        | 74         | 35         |
| Марамуреш                  | 38         | 4          | 3          | 8          | 10         | 2          | 4          |
| Мехединци                  | 137        | 27         | 31         | 8          | 13         | 4          | 6          |
| Муреш                      | 94         | 39         | 25         | 33         | 18         | 14         | 12         |
| Нямц                       | 132        | 28         | 17         | 6          | 5          | 5          |            |
| Олт                        | 263        | 16         | 12         | 7          | 14         | 4          | 5          |
| Прахова                    | 236        | 37         | 34         | 24         | 21         | 24         | 17         |
| Сату Маре                  | 86         | 16         | 13         | 8          | 5          | 5          | 4          |
| Сибиу                      | 147        | 40         | 29         | 28         | 10         | 10         | 4          |
| Сучава                     | 83         | 16         | 8          | 1          | 4          | 6          | 5          |
| Сълаж                      | 12         | 4          | 5          | 5          | 3          | 5          | 3          |
| Телеорман                  | 251        | 28         | 20         | 2          | 16         | 19         | 7          |
| Тимиш                      | 7527       | 7440       | 7509       | 7151       | 6466       | 5562       | 4478       |
| Тулча                      | 21 865     | 388        | 220        | 123        | 127        | 61         | 23         |
| Харгита                    | 12         | 6          | 1          | 6          | 2          | 5          | 0          |
| Хунедоара                  | 83         | 78         | 131        | 86         | 75         | 35         | 21         |
| Яломица                    | 126        | 185        | 14         | 19         | 11         | 4          |            |
| Яш                         | 174        | 19         | 9          | 15         | 7          | 8          | 5          |

### Оценки на населението
Села
Села, в които според различни оценки хората с български етнически произход са мнозинство от населението:
| Село          | Окръг     | Брой българи (оценки) | Брой българи (Преброяване на населението през 2011 година) | Население (Преброяване на населението през 2011 година) |
| Валя Драгулуй | Гюргево   |                       |                                                            | 3230                                                    |
| Извоареле     | Телеорман |                       |                                                            | 2578                                                    |
| Корлътещ      | Олт       |                       |                                                            | 359                                                     |
| Плавичянка    | Олт       |                       |                                                            | 370                                                     |
| Спътърей      | Телеорман |                       |                                                            | 1084                                                    |
| Стар Бешенов  | Тимиш     |                       |                                                            | 3648                                                    |
| Стоенещ       | Олт       |                       |                                                            | 2638                                                    |
| Уден          | Телеорман |                       |                                                            | 542                                                     |

Квартали
Квартали, в които според различни оценки хората с български етнически произход са мнозинство от населението:
| Квартал      | Град      | Брой българи (оценки) | Население (оценки) |
| Матей воевод | Търговище |                       |                    |

## Историко-географски области

### Банат
Банатските българи са онези български преселници, които живеят в историческата област Банат. Когато тази област е била в рамките на Австро-Унгария, тези българи са известни с названието „южноунгарски българи“. Самите те се наричат помежду си „павликяни“ или на местното наречие „павликене“, „палкене“ и „паулкене“, тъй като произлизат от българите павликяни. В публикации на вестник „Наша глас“ също се наричат банатски българи. След Освобождението някои от тях се завръщат в България и населението започва да ги нарича „банатчани“.
След преселването си в Австрийската империя банатските българи се обособяват в отделна българска етно-религиозна група със свои отличителни характеристики. Тези българи изповядват католицизъм, говорят свой диалект, пишат с латински букви и имат самобитна материална и духовна култура, силно повлияна от местното унгарско, немско, румънско и сръбско население. Ето защо към групата на банатските българи не спадат онези българи градинари, заселили се в банатските градове в по-късен етап и които са православни. Към банатските българи не се отнасят и крашованите, които също са католици, но поради продължителното хърватско църковно и културно влияние са се обособили като отделна славянска народност.

### Бесарабия
В периода 1856 – 1878 г., между 1918 и 1940 и 1941 – 1944 г. Бесарабия е част от румънската държава. В областта живеят 194 662 българи, емигрирали в региона през първата половина на 19 век, които са идентични с живеещите в Северна и Южна Добруджа българи до 1940 г. Те се преселват в Добруджа и Бесарабия по едно и също време и от едно и също място – главно от Тракия, по-точно Сливенско, Ямболско, Карнобатско и Одринска Тракия през 1829 -1830 г. и Кримската война. Територията на Бесарабия е разделена между Молдова и Украйна. Техен културен и духовен център е град Болград.

### Влашко
Българите във Влашко (Мунтения и Олтения), традиционно са наричани „сърби“ (sârbi). Всички „сърби“ в южната част на Румъния фактически са етнически българи. Основната част от тях нямат възможност да ползват образование или богослужение на майчин език и по тази причина са подложени на силен процес на асимилация.
Това са българи, наследници на бежанците от османското владичество през 15-19 век. Така по време на Руско-турската война от 1768 – 1774 година, особено при оттеглянето на руските войски, няколко хиляди българи се изселват във Влашко, Молдова и Украйна. Хиляди се изселват във Влашко по време на Руско-турската война от 1806 – 1812 година, като голям брой се заселват по брега на Дунав, където руската администрация ги използва за охрана на границата. Много голям е броят на бежанците при оттеглянето на руските войски, като сред тях са повечето жители на опожарения от руснаците Свищов. Общият брой на българите, установили се във Влашко и Молдова по време на войната, се оценява на над 80 хиляди души.
Руско-турската война от 1828 – 1829 година се отразява изключително тежко на мирното население в източна България – принудителни изселвания, реквизиции и масова мобилизация на цивилно население за обслужване на двете армии предизвикват икономическа катастрофа, а към това се добавя и епидемия от чума, която по някои оценки унищожава 1/3 от населението на източна Тракия. Това предизвиква вълна от български бежанци, известна част от които преминава във Влашко – броят на преселилите се по време на самата война само в централните области на Княжеството се оценява на 4 – 5 хиляди души.
През септември 1829 година е сключен Одринският мирен договор, който отново дава възможност за изселване от Османската империя и поставя началото масова изселническа вълна, достигнала своята кулминация в края на руската окупация на източна България през април 1830 година. Общият брой на изселниците е 140 – 150 хиляди души, като над 5 – 10 хиляди от тях заминават за Влашко.
През първата половина на 20 век към тях са се присъединили и българите, заселили се в страната по социални или икономически причини.
Български села са: Брънещ (в близост до Букурещ), Валя Драгулуй, Извоареле и други.

### Добруджа
Макар още от Средновековието да живеят българи в областта, голяма част от тях са изтребени от турците и голяма част от територията в началото на 19 век е обезбългарена, което се компенсира с нови вълни българи в Северна Добруджа след 1830 г. В по-голямата си част това са потомци на преселници от Тракия по време на руско турските войни 1829-1830 и Кримската война, главно от Сливенско, Ямболско, Карнобатско и Източна Тракия. Това са същите българи, които бягайки към Бесарабия, отказват да преминат река Дунав и остават в Северна Добруджа, а част от тях преминават реката и отиват в Бесарабия затова разлика между добруджански и бесарабски българи няма. Повечето от тях напускат Румъния през 1940 г. заради обмена на население между България и Румъния, наложен с Крайовската спогодба. В областта живеят малък брой българи.

### Трансилвания
Българи обитават Трансилвания още от времето на хан Крум. С течение на времето обаче са асимилирани, запазвайки името шкеи, както и някои български традиции и обичаи. Секеите са унгаризирана етническа група от български произход, която в миналото е определяна като отделна народност. Възможно е секеите да са приели в българската среда и общности от авари и хуни, оцелели в тези земи при включването им в 805 г. от хан Крум в Първата българска държава. След около 450 години окончателното е установена маджарска власт над цяла Трансилвания. Счита се, че в 14 век унгаризирането приключва. Унгарското нашествие в Трансилвания и Панония заварва там и установило се от векове славянско население. По време на падането на България под османска власт и Австро-турските войни тук се преселват значителни маси българи бежанци от Османската империя, а в 18. и 19. век в идват и българите градинари. За потомци на българите в тези земи се приемат най-вече шкеите, банатските българи и карашовените.

## Политика
Най-старата организация на българите в Румъния е създадена още в 1892 г. от братята Евлоги и Христо Георгиеви.
Българите в Румъния са обединени в няколко организации:
- Българска културна асоциация в Румъния
- Съюз на българите в Банат в Румъния (СББ)
- Българско павликянско дружество в Румъния, гр. Арад
- Общност „Братство“ на българите в Румъния
- Сдружение на българите в Румъния „Св. св. Кирил и Методий“.[23]

В периода 1990 – 1996 г., представител на българското малцинство в Камарата на депутатите на румънския парламент е председателят на СББР Карол Иванчов. На изборите през 1996 г. мястото е спечелено от представителя на „Братство“ Флорин Симион. През 2000 г. представител на българското малцинство в парламента е Петру Мирчов от СББ, а през 2004 г. – Николае Миркович, също от СББ.

## Личности
- Евлоги и Христо Георгиеви
- Панайот Черна